# Gusarskaja ballada
Gusarskaja ballada (in russo Гусарская баллада?, Ballata ussara) è un film sovietico del 1962 diretto da Ėl'dar Rjazanov.

## Trama
La giovane Šuročka Azarova si unisce a uno squadrone di ussari per andare a combattere contro Napoleone. Vestita da uomo, deve cercare di adattarsi al rude stile di vita dei militari.

## Produzione
Il film fu prodotto dalla Mosfil'm (unità produttiva Kinostudiya "Mosfil'm").

## Distribuzione
Distribuito internazionalmente, il film uscì in Finlandia l'8 marzo 1963; nella Germania Est il 26 marzo e in Cecoslovacchia il 26 aprile. Fu presentato anche negli Stati Uniti dall'Artkino Pictures il 13 luglio 1963 in una versione di 94 minuti.